# Friedhof Eschelbronn

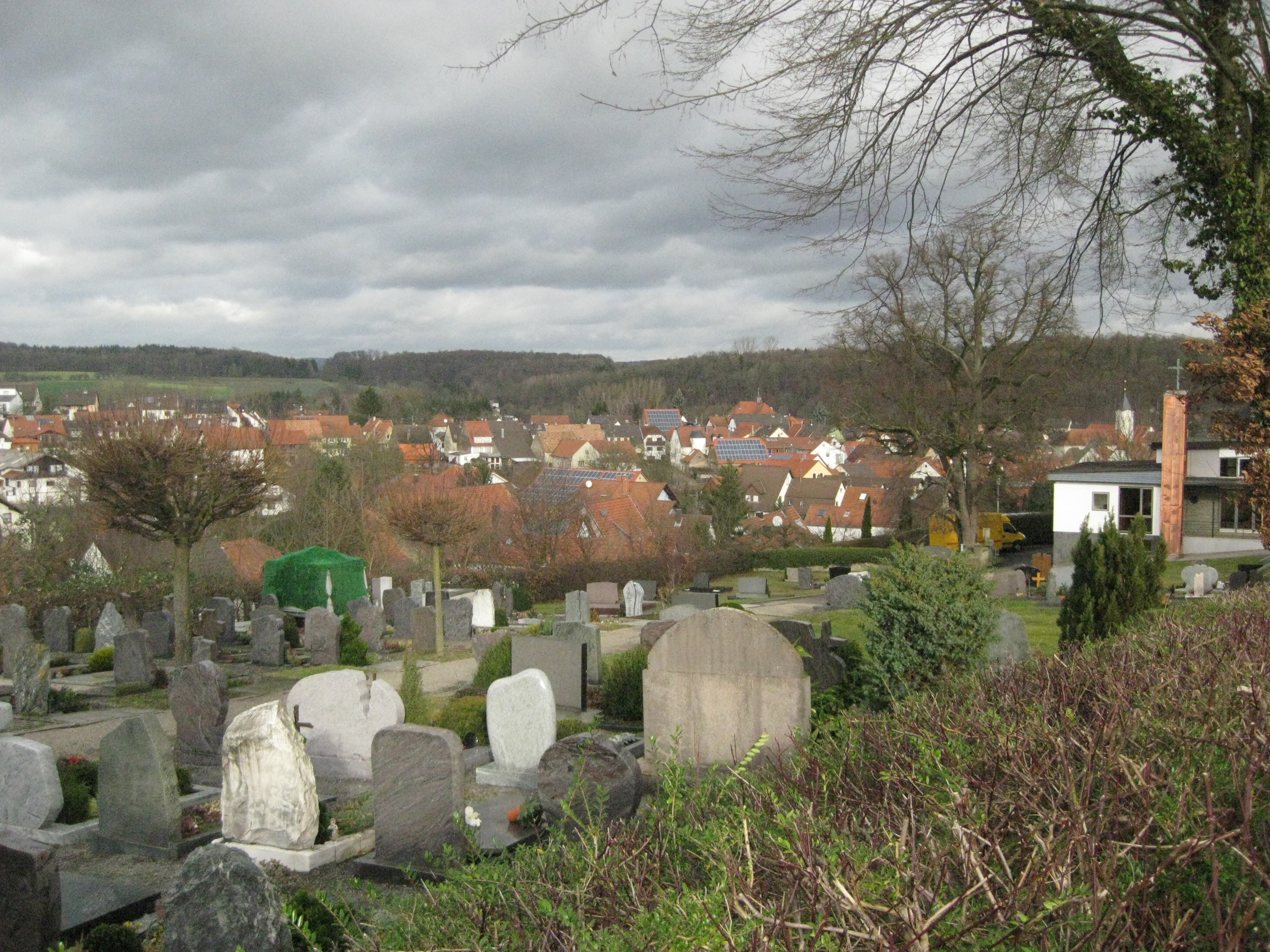
Friedhof Eschelbronn

Der Friedhof Eschelbronn ist ein Friedhof am Vorderen Weißeberg in der baden-württembergischen Gemeinde Eschelbronn im Rhein-Neckar-Kreis.

## Geschichte

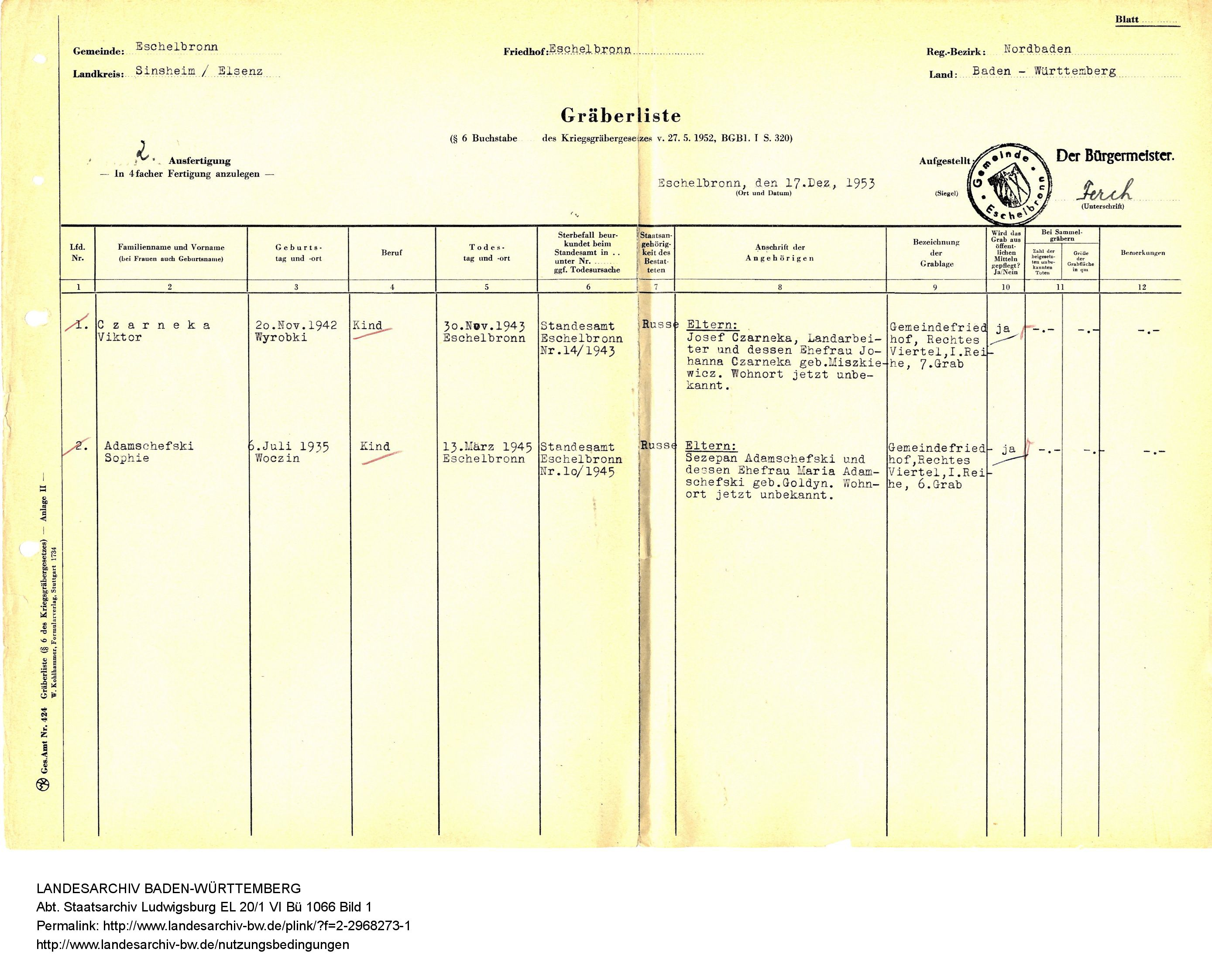
Gräberliste Eschelbronn, aufgestellt von Bürgermeister Karl Ferch 1953

Vor der Anlage des heutigen Friedhofs befand sich, laut Erzählungen und Knochenfunden, eine örtliche Begräbnisstätte neben der 1575 erbauten lutherischen Kirche, an deren Stelle später die evangelische Kirche gebaut wurde.
Der heutige Friedhof bekam 1962 eine neue Auffahrt, wobei ein bis dahin bestehender Eiskeller zur Bierlagerung der örtlichen Brauereien zugeschüttet wurde. 1966 wurde ein Leichenhaus mit ökumenische Kapelle gebaut. Seit 1974/1974 verläuft über den hinteren Friedhofsteil eine Wasserzuleitung vom Ortsnetz zum Hochbehälter im Gewann Weißer Berg.
Zur Westseite war der Friedhof im 20. Jahrhundert durch eine Robinien-Reihe abgegrenzt. Die Bäume wurden 1996 gefällt um eine freie Sicht auf die Gemeinde zu ermöglichen, was innerörtliche Kontroversen verursachte.
2019 gab es Sanierungspläne für den Friedhof. Dazu zählten eine Erneuerung der Treppen und die Schaffung von Bestattungsmöglichkeiten unterhalb von Bäumen.

## Kapelle und Leichenhaus

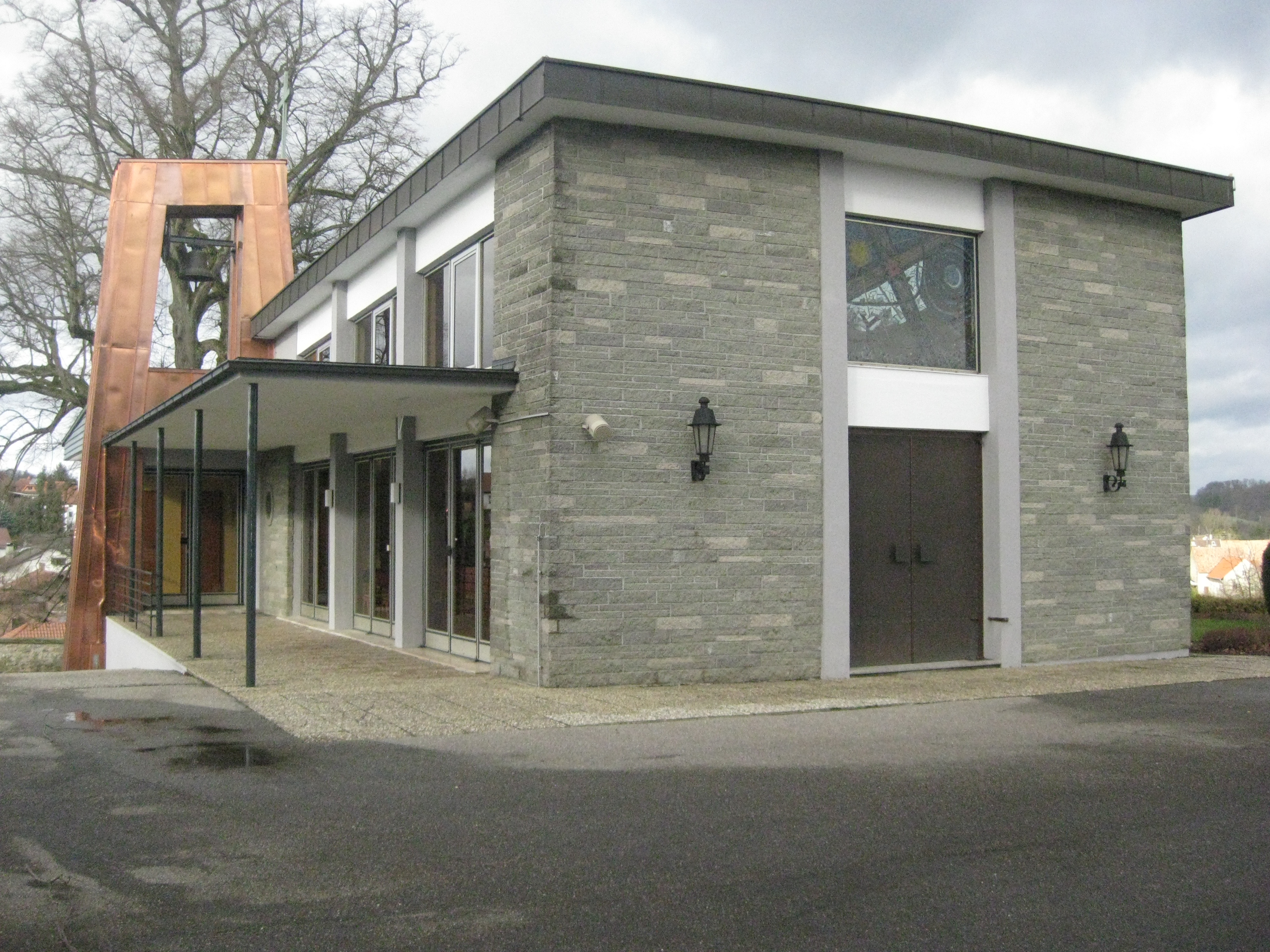
Kapelle und Leichenhaus

Zunächst befand sich auf dem Friedhofsgelände lediglich eine Geräteschuppen an der östlichen Friedhofsmauer.
Mit dem Bevölkerungszuwachs nach dem Zweiten Weltkrieg stieg in den folgenden Jahrzehnten zunehmend der Bedarf an einem Leichenhaus auf dem Friedhof zur Aufbewahrung der Toten. Hierzu wurden im Jahr 1960 unter dem damaligen Bürgermeister Philipp Dinkel zunächst umliegende Grundstücke erworben und 1966 eine ökumenische Kapelle mit zugehöriger Leichenhalle nach Plänen des Eschelbronner Architekten Albert Dieruff fertiggestellt.
Die Kapelle besitzt an der Nordseite ein vier Meter hohes und drei Meter langes Bleiglasfenster von Dietrich Flamme, bestehend aus über 20.000 Glasteilen. Nach Verfärbungen und Rostbefall der Metallkonstruktion wurde 1987 von der Firma Glaskunst Nikolaus Dierig aus Überlingen am Bodensee ein Nachbau angefertigt und 1988 eingesetzt.

## Denkmäler

### Kriegerdenkmal

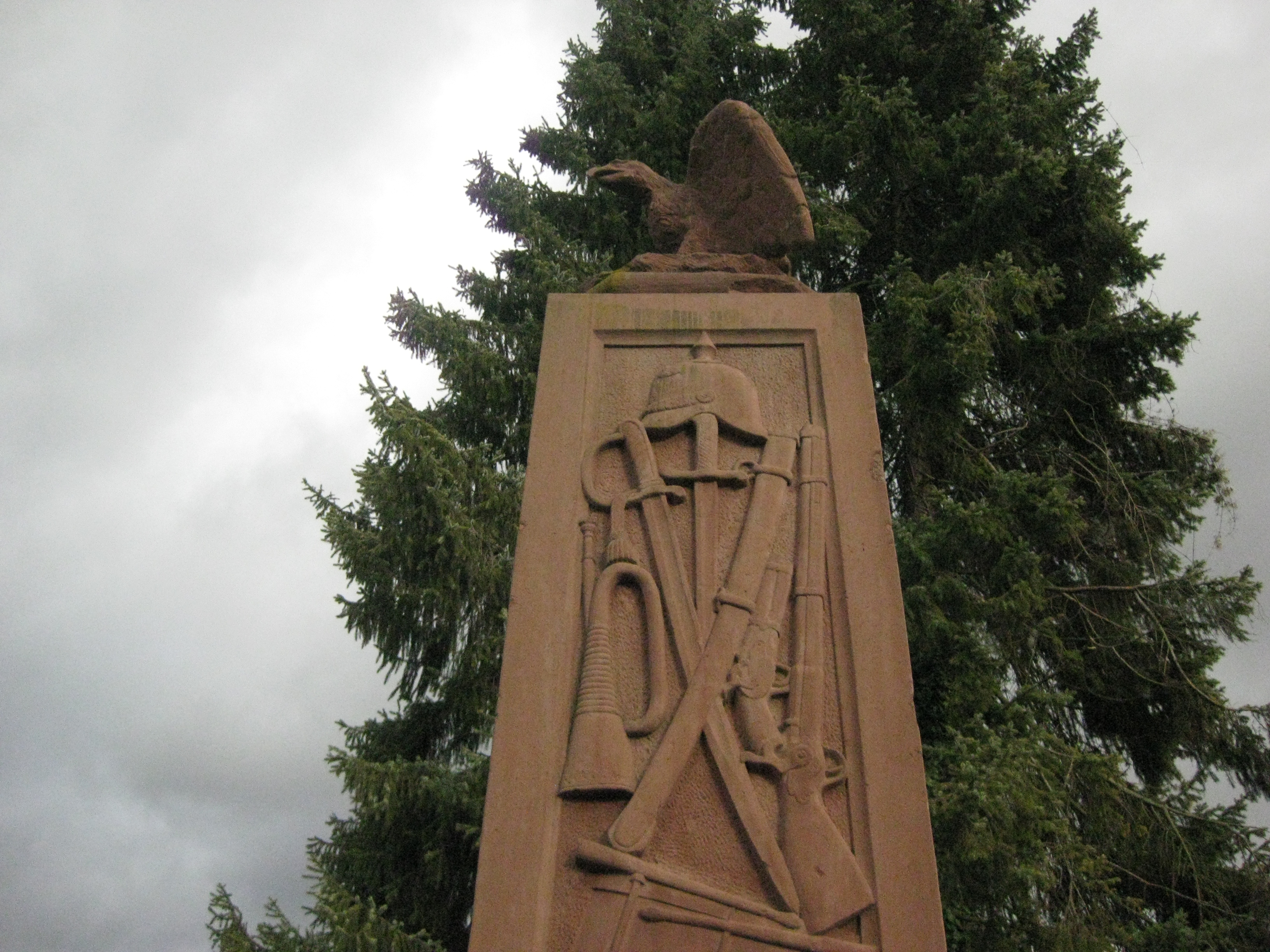
Kriegerdenkmal

Das Kriegerdenkmal aus dem Jahr 1886 dient dem Gedenken an den Deutsch-Französischen Krieg und dessen Teilnehmer und Opfer. Es wurde 1963 auf den Vorplatz am Eingangsbereich des Friedhofs umgesetzt und befindet sich gegenüber der Friedhofskapelle und dem Mahnmal für die Opfer der Weltkriege.
Es hat eine Höhe von fünf Meter und wurde aus rotem Sandstein gemeißelt. Auf der Stele befindet sich ein Adler. Auf dem Denkmal sind die Namen der 44 Bürger aus Eschelbronn eingraviert, die an dem Krieg teilgenommen hatten; teilweise mit Angabe des Dienstgrades. Auf der Vorderseite ist der am 19. Dezember 1870 bei Dijon gefallene Adam Heilmann mit einer Ehrung besonders hervorgehoben.

### Mahnmal für die Opfer der Weltkriege

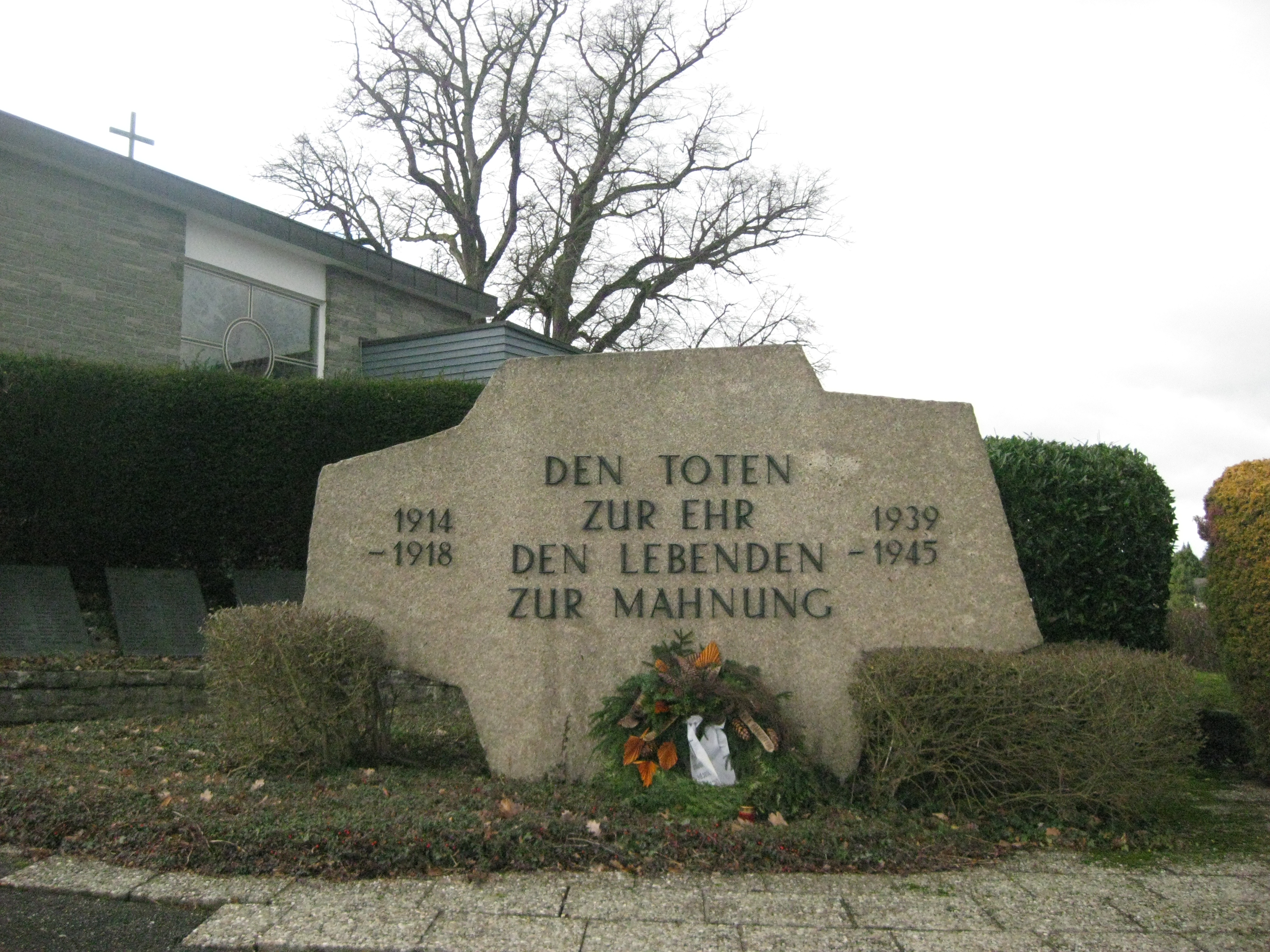
Mahnmal für die Opfer der Weltkriege und die Opfer der Vertreibung von 1945/46

Gegenüber dem Kriegerdenkmal, ebenfalls auf dem Vorplatz des Eingangsbereichs des Friedhofs, befindet sich das Mahnmal für die Opfer der Weltkriege und der Opfer der Vertreibung von 1945/46. Es wurde zum Gedenken der im Ersten und Zweiten Weltkrieg Gefallenen und der Heimatvertriebenen aufgestellt.
Das Mahnmal stellt ein Kreuz dar und trägt folgende Aufschrift:
| 01914 –19180 | DEN TOTEN ZUR EHR DEN LEBENDEN ZUR MAHNUNG | 01939 0–1945 |

Links dahinter befinden sich fünf Tafeln mit den Namen der Personen und eine weitere mit einem Kreuz zum Gedenken an die Heimatvertriebenen. 

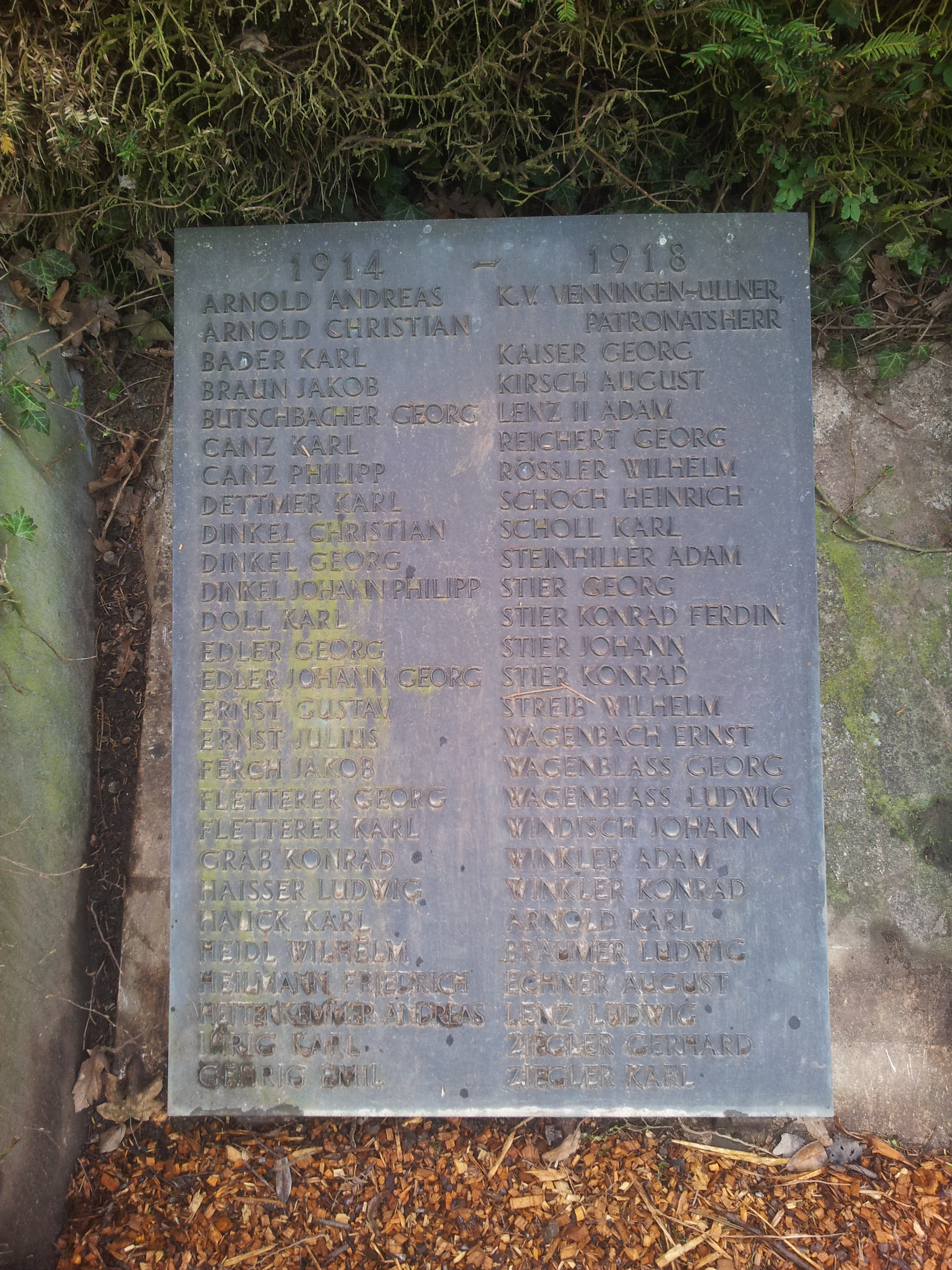
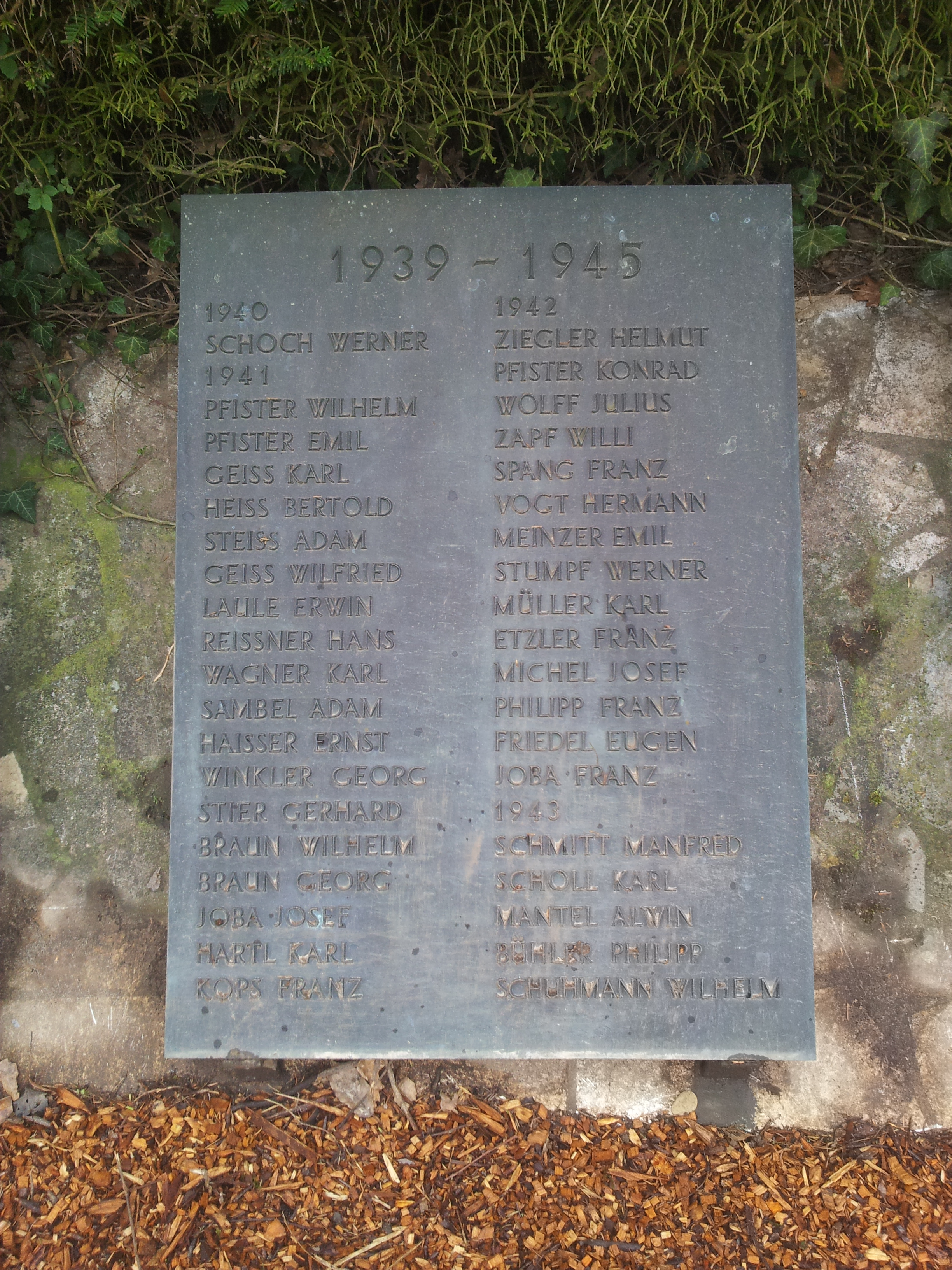
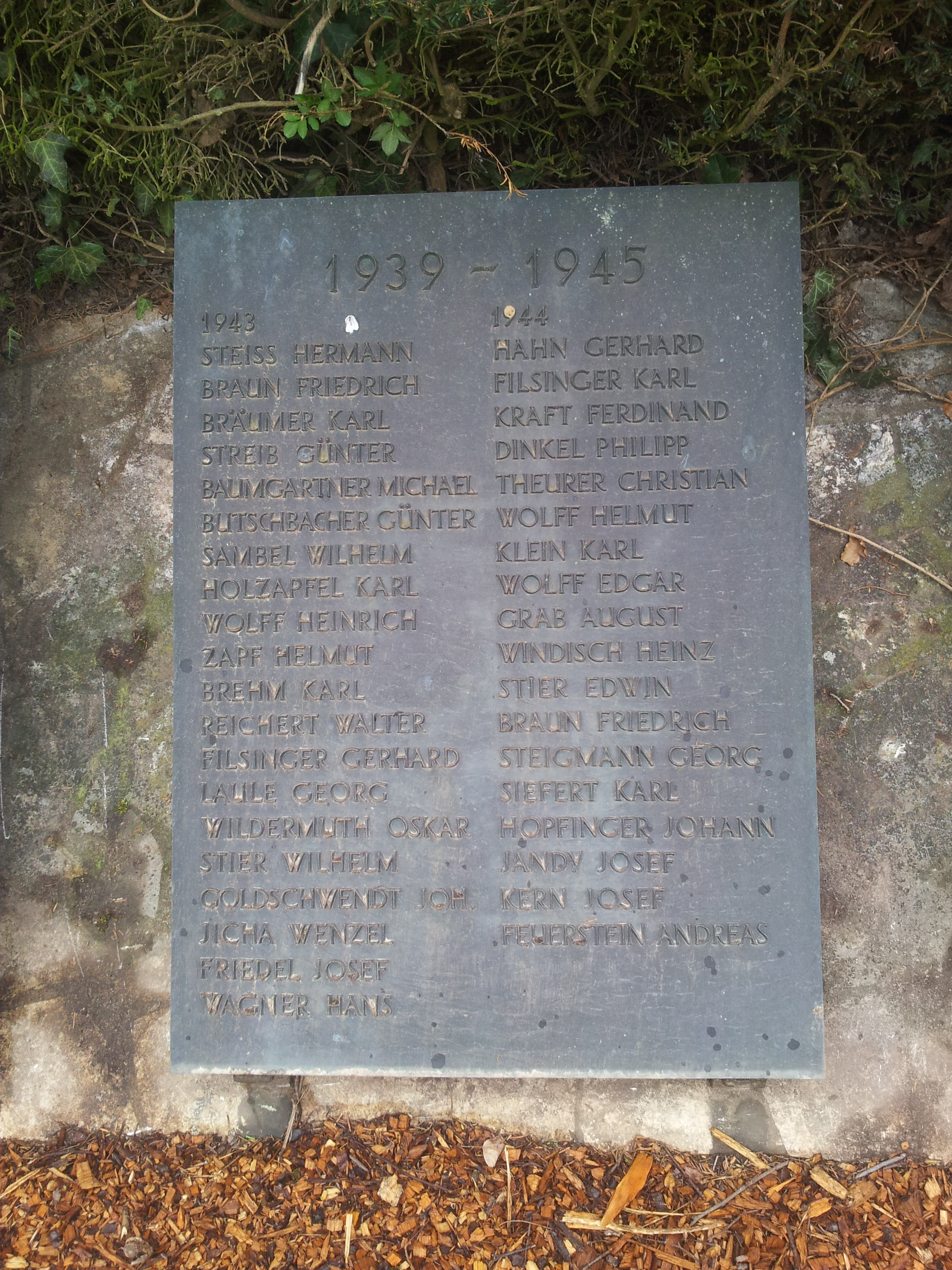
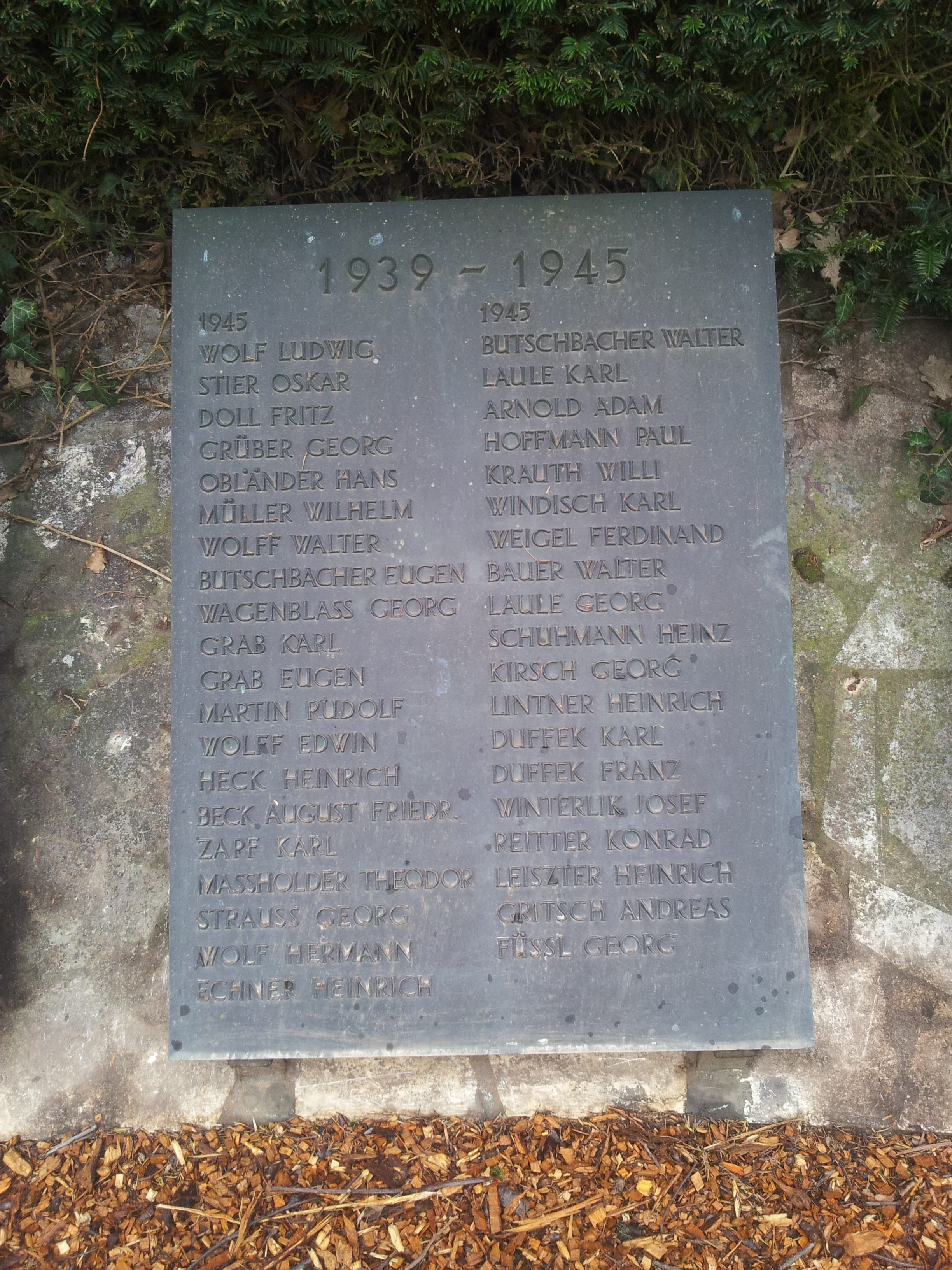
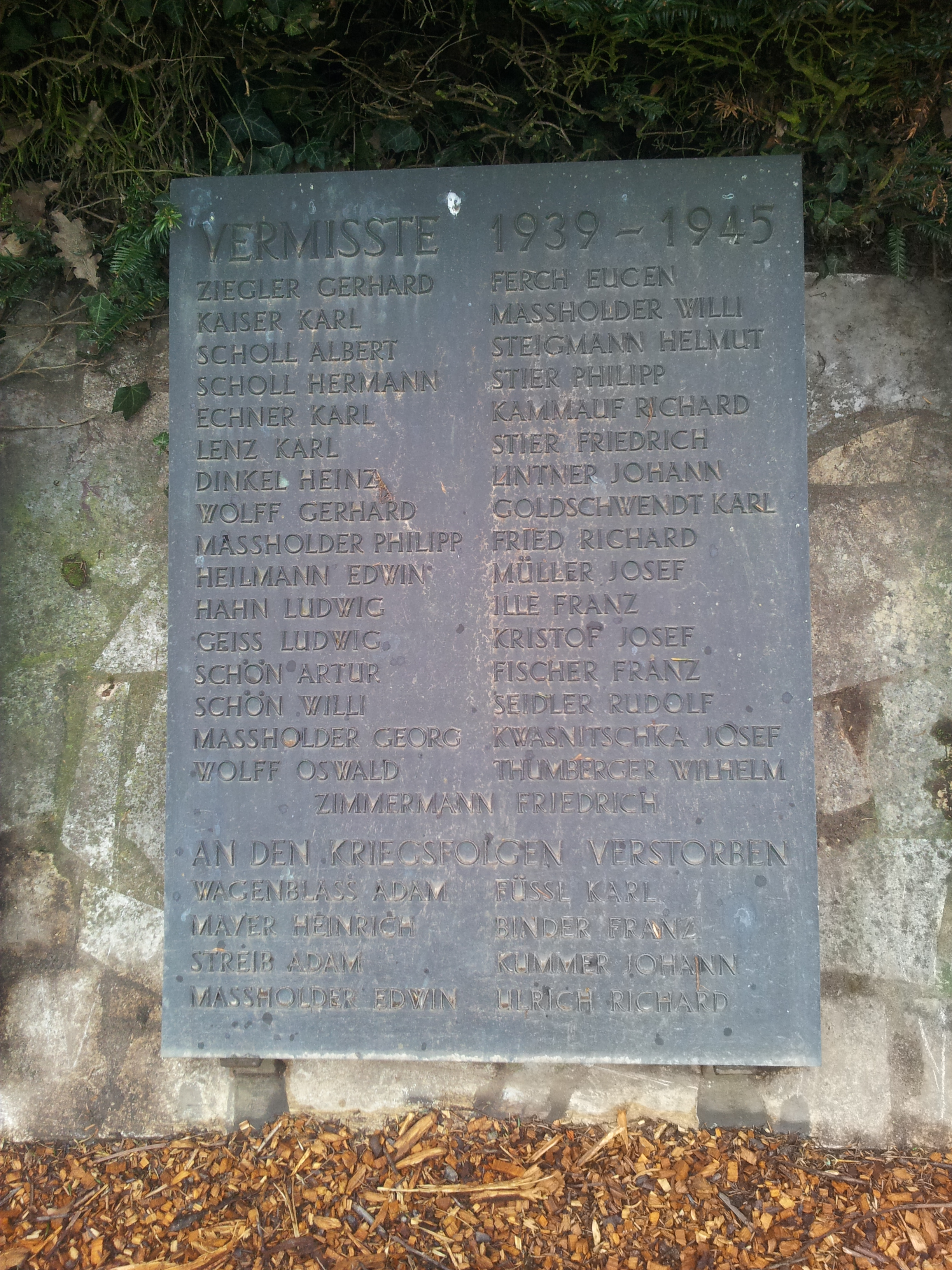
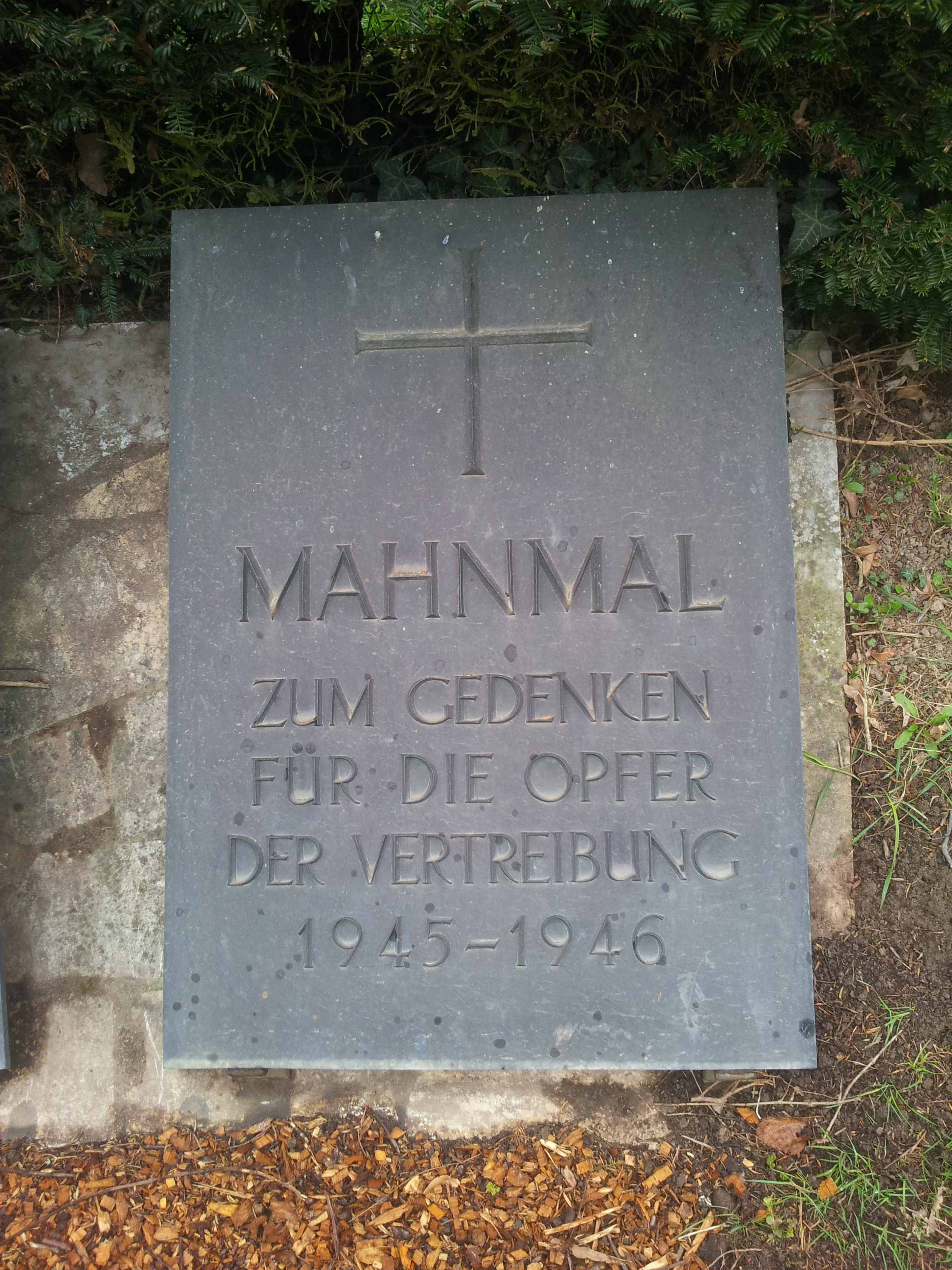

### Grab und Erinnerungstafel Georg Ziegler

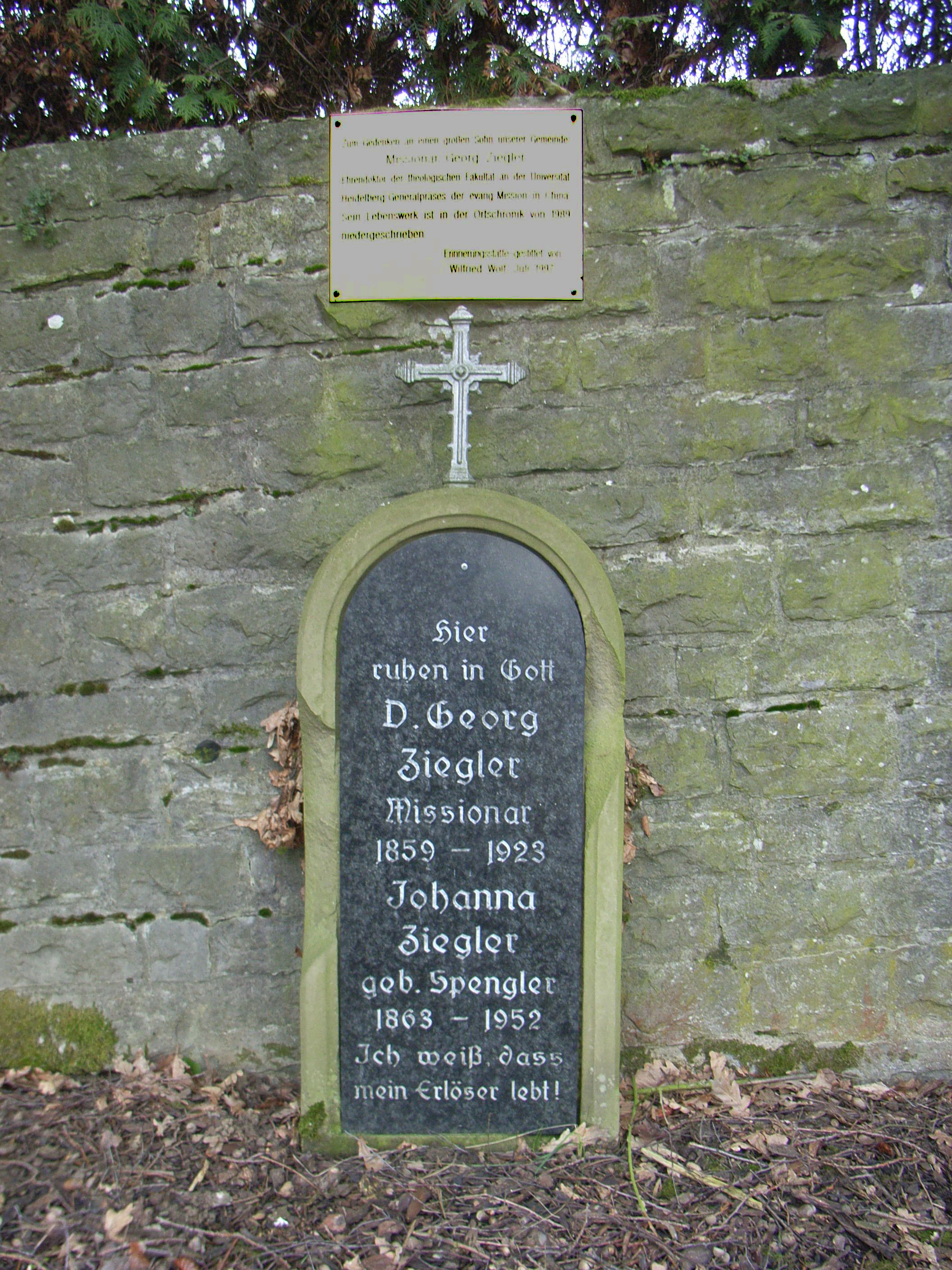
Grab von Georg und Johanna Ziegler

Für den in China tätig gewesenen Missionar Georg Ziegler (1859–1923) befindet sich auf dem Friedhof eine Erinnerungstafel über dem Grabstein von ihm und seiner Frau Johanna.
Ziegler wurde 1907 Generalpräsident der Basler Evangelischen Missionsgesellschaft und bekam den Ehrendoktortitel der theologischen Fakultät der Universität Heidelberg.
Die Tafel wurde 1997 von Wilfried Wolf gestiftet und enthält folgende Inschrift:
Zum Gedenken an einen großen Sohn unserer Gemeinde
Missionar Georg Ziegler
Ehrendoktor der theologischen Fakultät an der Universität
Heidelberg. Generalpräses der evang. Mission in China.
Sein Lebenswerk ist in der Ortschronik von 1989
niedergeschrieben.
Erinnerungsstätte gestiftet von
Wilfried Wolf, Juli 1997

### Winterlinde
Am Friedhof befand sich bis Oktober 2019 eine als Naturdenkmal ausgewiesene Linde, die vermutlich vor 1850 zeitgleich mit der alten Linde gepflanzt wurde.

## Beigesetzte bekannte Persönlichkeiten

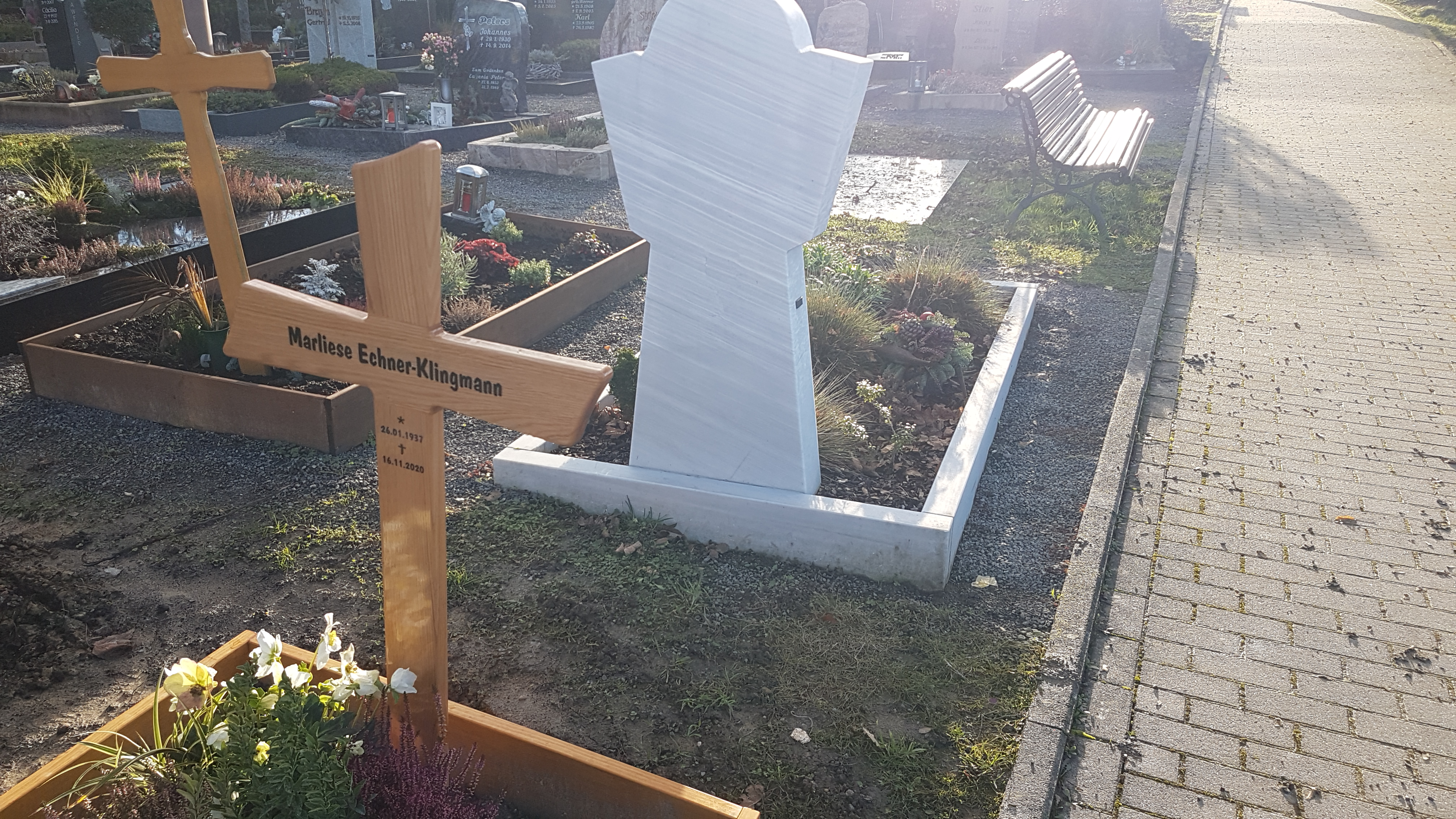
Grab von Marliese Echner-Klingmann

- Marliese Echner-Klingmann (1937–2020)
- Georg Ziegler (1859–1923)